# Jelena Žemajevová
Jelena Viktorovna Žemajevová (* 30. března 1971 Dolgoprudnyj, Sovětský svaz) je bývalá ruská a ázerbájdžánská sportovní šermířka, která se specializovala na šerm šavlí. Rusko a Ázerbájdžán reprezentovala v devadesátých letech a v prvním desetiletí jednadvacátého století. Její manžel je bývalý sovětský a ruský šermíř ázerbájdžánské národnosti Ilgar Mammadov. Na olympijských hrách startovala v roce 2004 v soutěži jednotlivkyň, kde postoupila do čtvrtfinále. V roce 2000 získala titul mistryně světa v soutěži jednotlivkyň a v roce 1999 titul mistryně Evropy. S ázerbájdžánským družstvem šavlistek vybojovala třetí místo na mistrovství světa v roce 1999, 2002, 2003 a mistrovství Evropy v roce 2002 a 2003.